# غضروف کوزه‌ای
غضروف‌های کوزه‌ای یا غضروف‌های آریتنوئید (به انگلیسی: Arytenoid cartilage) (از یک کلمه یونانی به معنای «مانند ملاقه») دو غضروف هرمی‌شکل سه‌وجهی هستند که بخشی از حنجره را تشکیل می‌دهند و پرده‌های صوتی به آن‌ها متصل هستند. این غضروف‌ها، امکان جمع شدن، رها شدن و نزدیک شدن به یکدیگر را برای پرده‌های صوتی فراهم می‌کنند.
غضروف‌های کوزه‌ای هرم‌مانند هستند و با حاشیه فوقانی کریکوئید مفصل می‌شوند. آپکس هر غضروف در سمت بالا قرار دارد و چین آری اپی‌گلوتیک به آن متصل می‌شود. هر غضروف دارای زائده وکال در سمت قدام که لیگامان وکال به آن متصل می‌شود و زائده عضلانی در سمت خارج است که عضله کریکوآریتنوئید خلفی به آن متصل می‌شود.
در فارسی به غضروف‌های کوزه‌ای، غضروف‌های هرمی هم گفته‌اند و در متون قدیم به آن طَرجَهالی یا طرجهاری می‌گفتند. طرجهاله عربی‌شده واژه تَرِکهار فارسی و به معنی کاسه کوچک است. ترکهار یا تَرِکهازَن ظرفی بوده که در آن دوغ را سفت می‌کردند.

## در متون قدیم
در ذخیرهٔ خوارزمشاهی در توصیف غضروف کوزه‌ای متن زیر آمده‌است:
(در این متن، منظور از پنگان، فنجان، و غضروف لااسم له، غضروف انگشتری است و بند گشاد یعنی مفصل و مغاک به معنی گودی است. مکبه نیز به معنی سرپوش و درقی به معنای سپری است)
«طرجهالی نوعی از پنگان‌های روئین است و این را با غضروف لااسم له بند گشادی است و اندر مکبی دو مغاک است و از لااسم له دو زیادت بیرون داشته است به اندازهٔ دو مغاک و هر دو زیادتند اندر هر دو مغاک نشسته، و آن را رباطی استوار است، و این مکبی بدین بند گشاد حرکت می‌کند و به غضروف درقی رسد... و مکبی بر سر درقی و لااسم له چون مکبه نهاده تا طعام بر پشت او بگذرد و به راه طعام فروشود از بهر آنکه حلقوم که راه دم زدن و آواز دادن است اندر پیش نهاده است و مری که راه طعام و شراب است اندر پیش او نهاده است و طعام و شراب را بر پشت مکبی بباید گذشت تا به مری فرورود، هرگاه که مردم اندر طعام خوردن ناگاه سخنی بگوید، مکبه برداشته شود و حنجره باز شود، اگر چیزی در حلقوم افتد که راه دم زدن است قوت دافعه مردم را به سرفه آرد تا وقتی که آن چیز رانیز بدر اندازد و از بهر آنکه هرچه بر این راه فرورود وی را گذری دیگر نیست که بگذرد مگر که هم از این راه برآید، آفریدگار تبارک و تعالی مکبی را از بهر آن آفرید تا راه حنجره و حلقوم فروگرفته دارد تا چیزی اندر وی نیوفتد.»
و در تشریح میرزا علی آمده: دو غضروف طرجهالی صغیر منشوری مثلث و عموداً بطرف خلف و فوقی حنجره ممتد و در آن‌ها دیده می‌شود. سطح خلفی عریض مقعر و محل اتصال عضلهٔ طرجهالی است. سطح قدامی محدب مقابل عضلهٔ درقی طرجهالی و رشتهٔ صوت فوقانی است. سطح داخلی که از غشاء مخاطی حنجره مستور است. قاعدهٔ این غضروف به غضروف حلقوی پیوسته، زائدهٔ قُدّامی آن محل اتصال رشتهٔ صوت تحتانی و از وحشی زائدهٔ خلفیی دارد که محل اتصال عضلهٔ حلقوی طرجهالی طرفی و خلفی است. رأس که در آن دانهٔ صغیر غضروفی است که گاهی آزاد و گاهی به غضروف طرجهالی ملتئم و موسوم به غضروف قرنی یا دانهٔ سانترینی است.

## عملکرد
این غضروفها باعث کشیده شدن ، شل شدن یا بالا آمدن پرده های صوتی می‌شوند.
غضروفهای آریتنوئید با قسمتهای فوقانی جانبی دیواره غضروف کریکوئید مفصل می‌شوند و باعث به وجود آمدن کریکو آریتنوئید می‌شوند. این مفاصل می توانند به هم نزدیک شوند ، از هم دور شوند ، به جلو یا عقب خم شوند و همچنین بچرخند .

## نگارخانه

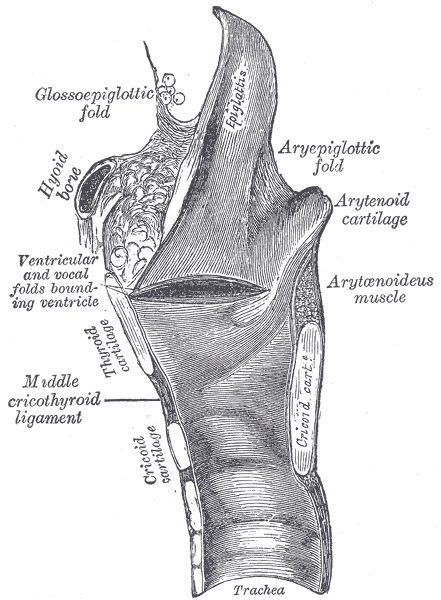
Sagittal section of the larynx and upper part of the trachea.
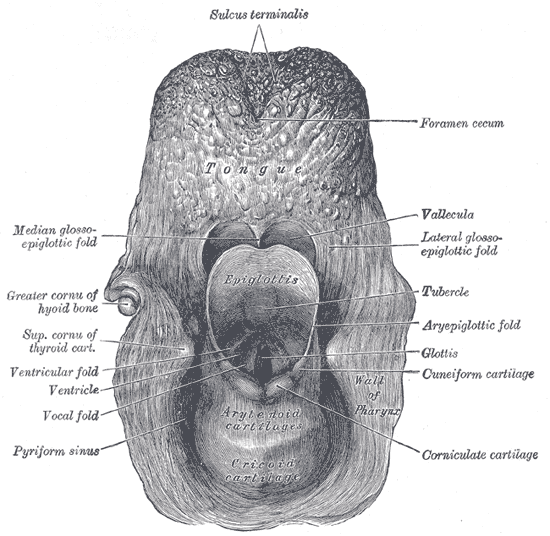
The entrance to the larynx, viewed from behind.
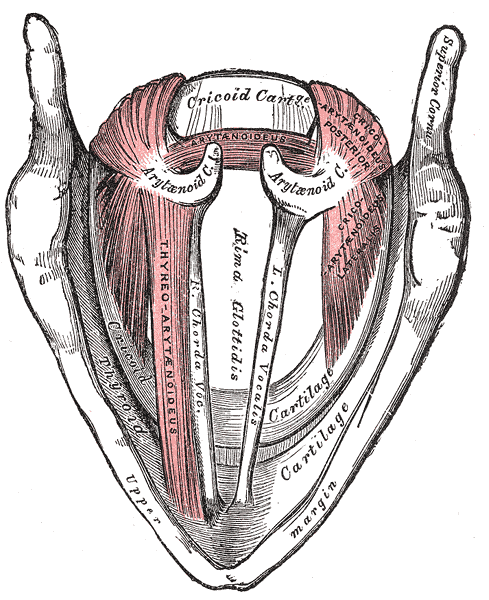
Muscles of the larynx, seen from above.
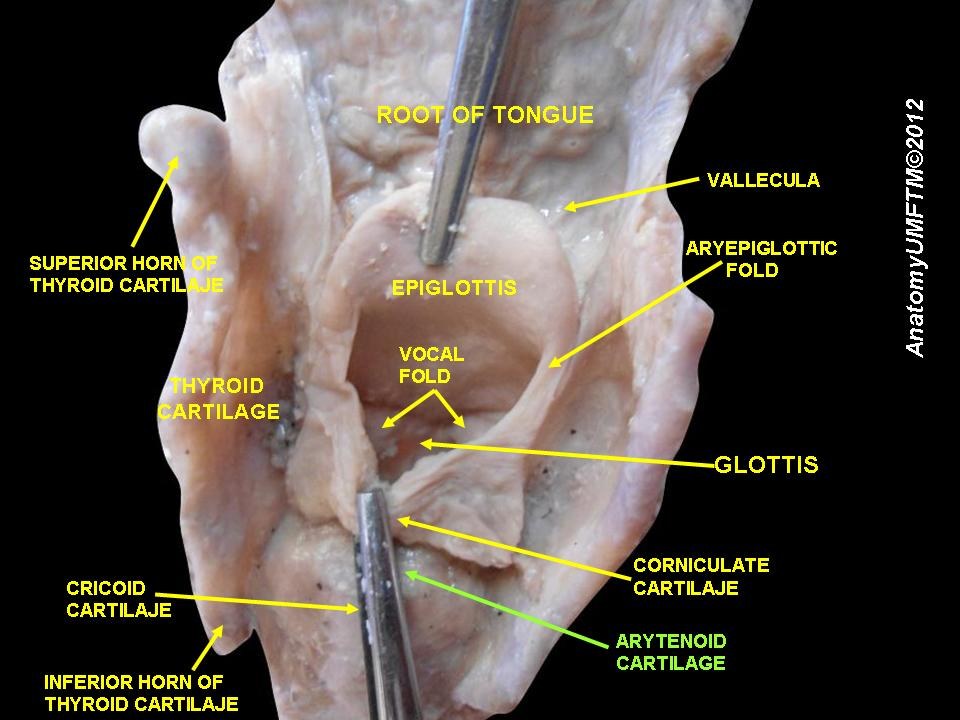
Arytenoid cartilage
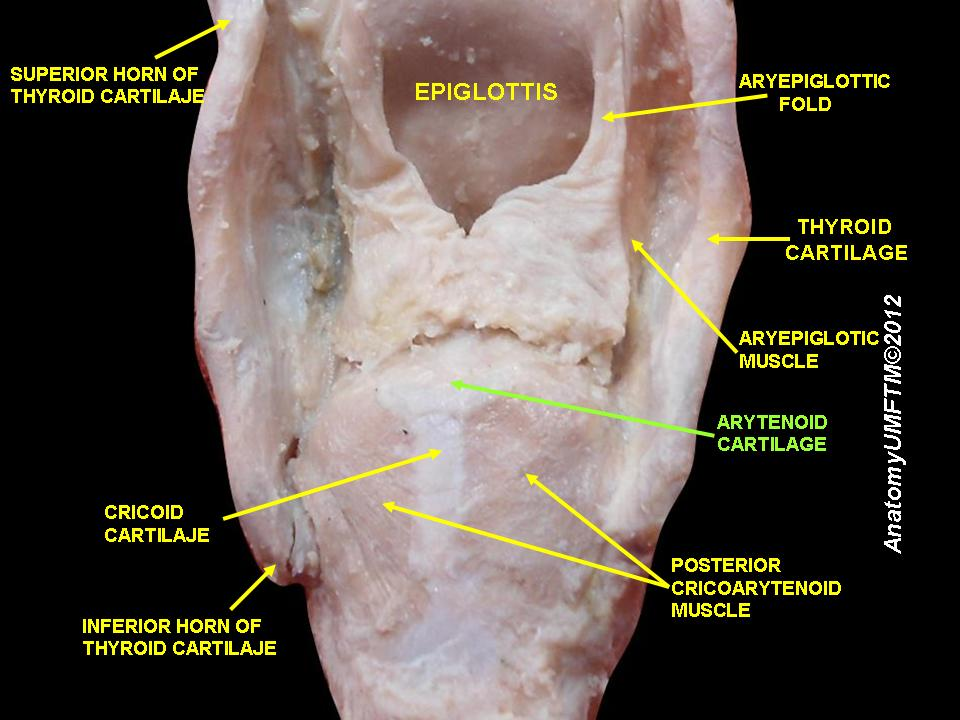
Arytenoid cartilage